# Beigla

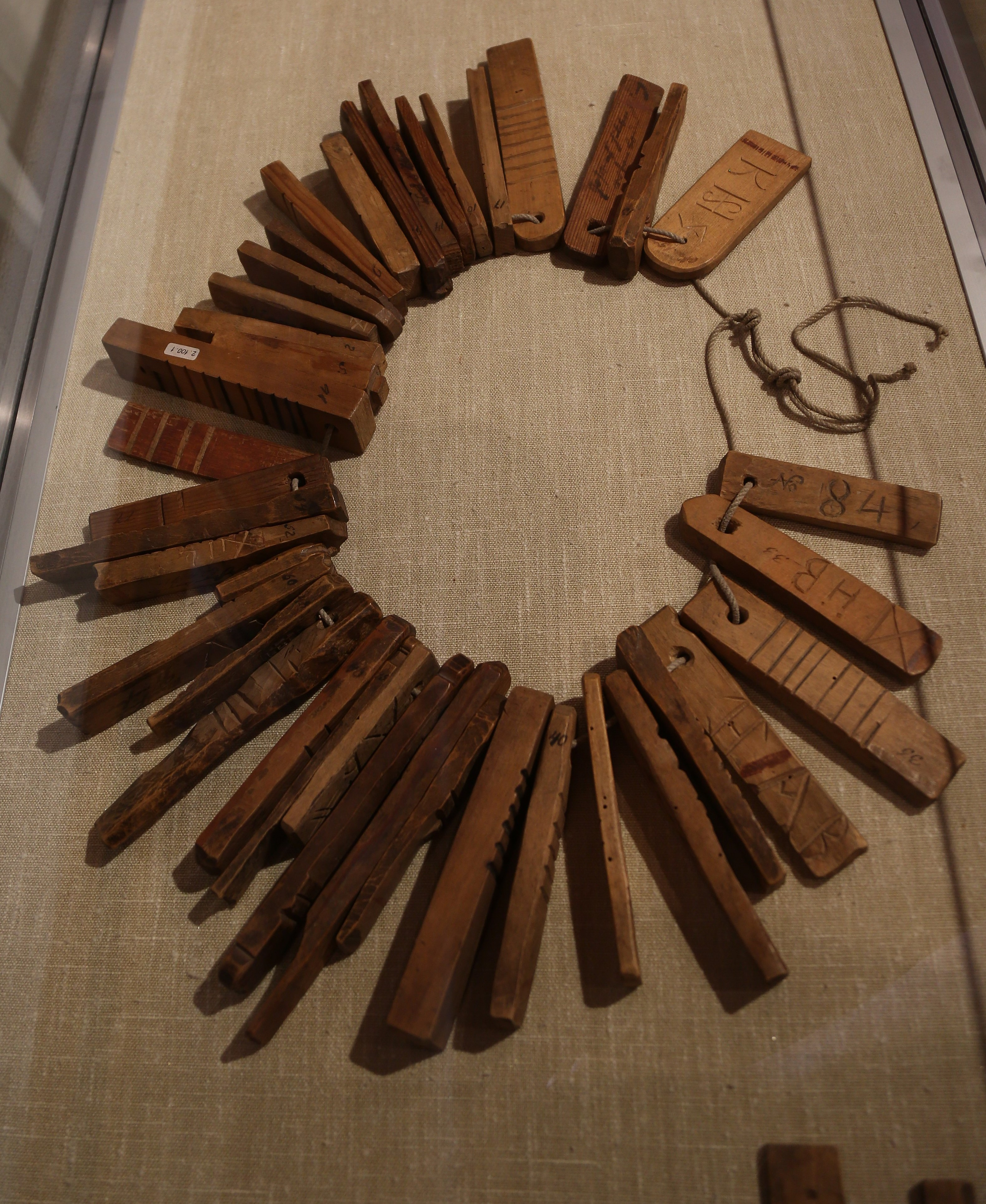
Beigla im Walsermuseum in Triesenberg

Beigla sind vor allem im westlichen Alpenraum vorkommende Kerbhölzer, auf denen Anteile an Wald- und Weiderechten in bäuerlichen Almgenossenschaften eingekerbt sind. Solche hölzernen Rechtsdokumente waren bis zur Mitte des 19. Jh. in Liechtenstein, Graubünden und im Wallis in Gebrauch; ab dann wurden sie nach und nach durch Schriftdokumente abgelöst. Der Name Beigla ist wahrscheinlich vom alemannischen Beiala = Einschnitt abgeleitet.

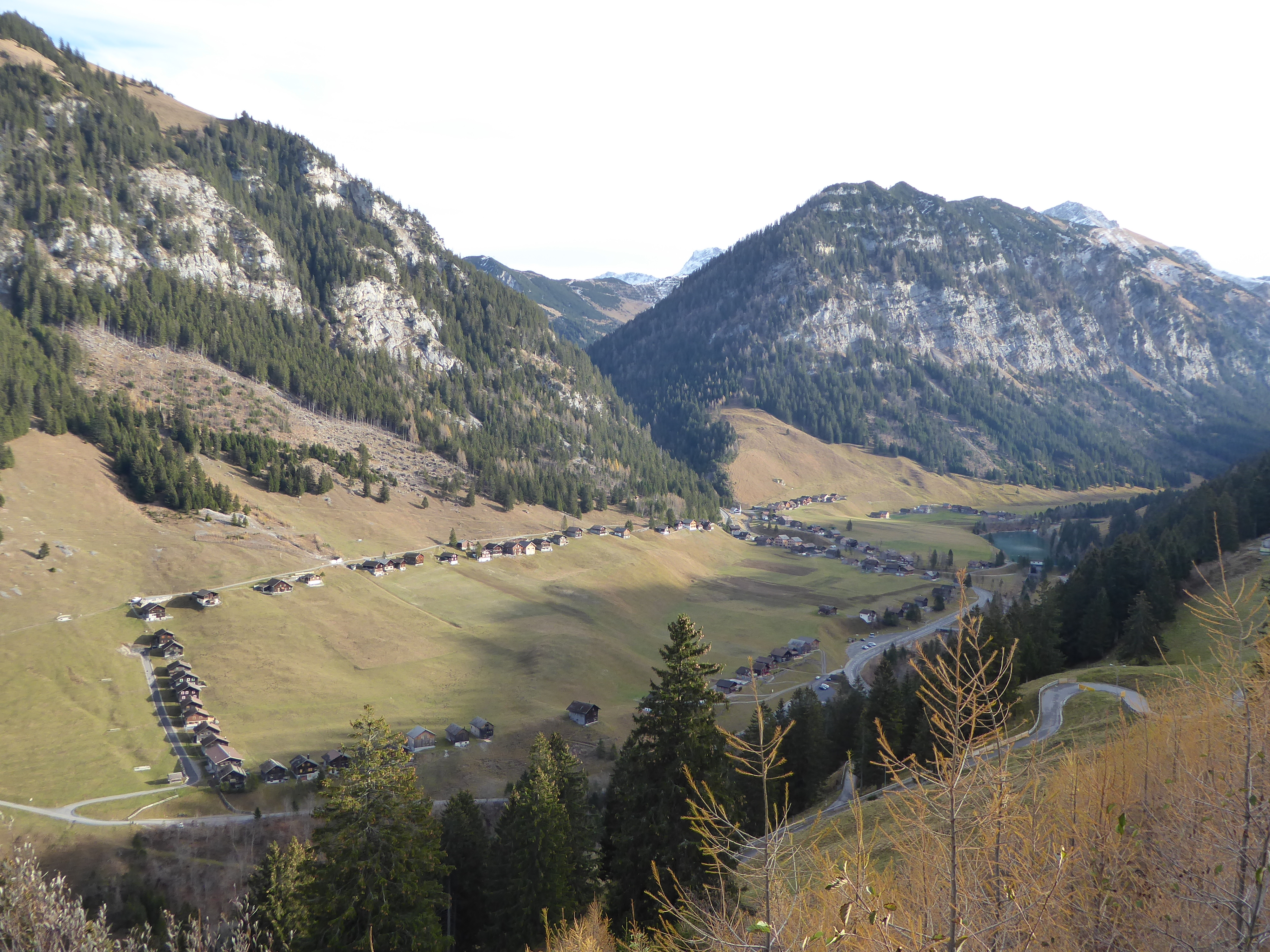
Die ehemalige Maiensässe Grosssteg; heute sind die meisten Gebäude Ferienwohnungen

Der am besten erhaltene, nahezu vollständige Bund solcher Beigla dokumentiert die Anteilsverteilung an den Triesenberger Maiensässen Gross- und Chleistäg sowie Silum. Der Bund umfasst 59 Hölzer unterschiedlicher Größe, in die die jeweiligen Anteile eingekerbt sind: Eine durchgehende Kerbe bedeutet einen Weideanteil, eine halbe Kerbe entsprechend einen halben Anteil und ein Punkt ein Viertel eines Weideanteils. Insgesamt kamen auf diese Art 208 und ein Viertel Weideanteile zur Vergabe. Neben den Kerben, die die Weiderechte markieren, weisen die Hölzer meist eingekerbte Hauszeichen auf, die die jeweiligen Besitzer ausweisen. Einige dieser Hölzer sind höchst kunstvoll angefertigt, andere nur einfache Gebrauchsgegenstände. Auf einigen fehlt auch ein entsprechendes Hauszeichen und der Name des Besitzers wurde mit Tusche oder Schreibtinte auf dem Hölzchen vermerkt. Eigentumsveränderungen durften nur im Beisein von Pfarrer, Richter (Gemeindevorsteher), Kirchenpfleger und wohl auch Geschworenen sowie Alpvögten eingeschnitzt werden. 1868 wurde ein Weidebuch angelegt und die Beigla wurden nicht mehr gebraucht.